# Ronaldo (film)
Ronaldo je britský dokumentární film, který mapuje dosavadní soukromý život a profesionální dráhu portugalského fotbalisty Cristiana Ronalda, mnohokrát oceněného světového hráče. Film měl premiéru 9. listopadu 2015 v Londýně. Trailer k filmu byl zveřejněn 28. září 2015.

## Produkce filmu
Režii filmu Ronaldo měl Anthony Wonke. Výkonným producentem byl Asif Kapadia, režisér dokumentárních filmů popisujících životy a úmrtí brazilského jezdce Formule 1 Ayrtona Senny a anglické zpěvačky a skladatelky Amy Winehouse. Film Ronaldo byl natočen za 14 měsíců, ve kterých režisér Wonke a jeho štáb získali od Cristiana Ronalda téměř neomezený přístup do Ronaldova soukromého života i do jinak skrytého okruhu jeho přátel, rodiny a fotbalového týmu. Film byl natočen v Ronaldově rodišti na Madeiře, a ve městech Lisabon, kde začal svou profesionální kariéru ve fotbalovém klubu Sporting CP (2002–2003), a Madrid, kde v době natáčení filmu oblékal dres španělského královského klubu Real Madrid (2009–2018).

## Obsah
Dokumentární film Ronaldo shrnuje dosavadní život Cristiana Ronalda od jeho dětství až do roku 2015. Film obsahuje obsáhlé rozhovory nejen s Ronaldem, ale i s jeho přáteli a rodinou. Jednotlivé pasáže filmu podrobně sledují Ronaldův každodenní život s rodinou a přáteli, včetně jeho syna Cristiana. Ve filmu se objeví Ronaldova matka Maria Dolores dos Santos Aveiro, bratr Hugo a sestry Elma a Cátia Lilian.